# Call of Duty: Modern Warfare III
Call of Duty: Modern Warfare III è un videogioco sparatutto in prima persona del 2023 sviluppato da Sledgehammer Games e pubblicato da Activision. È il sequel di Call of Duty: Modern Warfare II del 2022, fungendo da terzo capitolo della serie reboot di Modern Warfare e ventesimo episodio della serie Call of Duty nel complesso. Il gioco è stato pubblicato il 10 novembre 2023 per PlayStation 4, PlayStation 5, Windows, Xbox One e Xbox Series X/S.

## Trama
A novembre 2023, gli agenti operativi della società militare privata russa Konni Group irrompono nel complesso penitenziario di Zordaya a Verdansk, Kastovia. Lì, individuano e liberano il loro comandante, Vladimir Makarov, condannato all'ergastolo nel complesso dopo la sua cattura da parte degli agenti SAS John "Soap" MacTavish e John Price durante un attacco terroristico allo Stadio di Verdansk nell'aprile 2019. Ore dopo, Konni assalta un porto in Urzikstan, dove le Forze di Liberazione di Urzikstan, guidate da Farah Karim e l'ex agente CIA Alex Keller, stavano pianificando di ottenere missili balistici dalla PMC americana Shadow Company e dal loro comandante, Phillip Graves, che aveva finto la propria morte dopo l'incontro con l'unità delle forze speciali Task Force 141 a Las Almas, Messico. I missili vengono rubati, anche se Farah riesce a metterci dei tracker.
Dopo aver appreso della fuga di Makarov dal capo stazione della CIA Kate Laswell, Price guida il 141 in una centrale nucleare abbandonata per impedire a Konni di ottenere materiale nucleare lasciato dopo la morte del generale Roman Barkov. Scoprono però che la centrale contiene materiali chimici nascosti da Barkov e che Makarov intende raffinarli in un'arma chimica letale. Konni scappa con il materiale, facendolo detonare per ostacolare gli sforzi del 141 e quasi uccidendo Price nel gas chimico che ne deriva.
Per scoprire i piani di Makarov, Laswell si infiltra nella base militare di Arklov a Verdansk e si incontra con il colonnello Yuri Volkov, che fornisce una chiavetta USB contenente informazioni sulle armi chimiche che Barkov stava producendo. Laswell parte con le informazioni, poco prima di un attacco alla base con i missili rubati. Nel frattempo, Makarov fa distruggere un aereo kastoviano, usando una bomba con giubbotto esplosivo su un ex combattente dell'ULF che viaggiava a bordo. Per evitare un'escalation delle tensioni tra Est e Ovest, Farah e Alex rimuovono rapidamente qualsiasi prova del coinvolgimento dell'ULF sul sito del crash dell'aereo in Urzikstan prima dell'arrivo delle autorità locali, nonostante gli sforzi di Konni per impedirlo.
Dopo gli attacchi, Price accetta a malincuore l'assistenza di Graves e del Generale Herschel Shepherd, che cerca di tornare negli Stati Uniti dopo essere stato costretto a nascondersi, quando entrambi entrano in contatto con Laswell; tramite le loro informazioni, Soap e Simon "Ghost" Riley individuano e interrogano il finanziatore di Makarov, Milena Romanova. Price e Kyle "Gaz" Garrick usano le informazioni di Romanova e si dirigono a San Pietroburgo, dove catturano l'agente di Konni Andrei Nolan, conducendoli a intercettare un convoglio in movimento attraverso la Siberia verso un'ex prigione sovietica. Price è scioccato nel scoprire che il carico del convoglio è Shepherd, catturato da Makarov, e decide di dargli un ultimatum - o dare al 141 tutte le sue informazioni sui piani di Makarov e accettare di testimoniare le sue azioni davanti al Congresso degli Stati Uniti, o essere lasciato a morire di freddo in Siberia. Shepherd accetta, rivelando che Makarov ha intenzione di distruggere la diga di Gora a Verdansk per inondare la città e uccidere la sua popolazione.
Mentre Soap e Ghost guidano un'unità d'assalto per impedire a Konni di distruggere la diga di Gora, Farah, Alex, Price e Gaz guidano un assalto a una base di Konni in Urzikstan, accettando riluttanti l'aiuto di Graves e Shadow Company. Risolti entrambi i problemi, Shepherd e Graves tornano negli Stati Uniti e testimoniano al Congresso riguardo alle loro azioni, voltandosi contro l'altro durante l'interrogatorio. Nel frattempo, il 141 ritorna a Londra per continuare il loro inseguimento di Makarov. Seguendo un contatto di Konni, il gruppo scopre che Makarov ha ricevuto una chiavetta USB che gli permette di controllare la rete ferroviaria del Regno Unito e che intende distruggere il Tunnel della Manica. Supportato da un'unità anti-terrorismo, Price guida l'assalto per liberare gli ostaggi e fermare Makarov. Lui e Soap individuano una bomba sporca nel tunnel e cercano di disinnescarla, ma vengono sorpresi da Makarov, che cerca di uccidere Price. Soap interviene, ma viene ucciso da Makarov, che scappa. Ghost e Gaz arrivano con rinforzi e aiutano Price a disinnescare la bomba. In seguito, Price, Gaz e Ghost disperdono le ceneri di Soap da una scogliera in Scozia onorandone la memoria.
In una scena durante i titoli di coda, Price, con l'aiuto di Laswell, si infiltra nell'ufficio di Shepherd e lo uccide per le sue azioni in Messico.

## Modalità di gioco
Modern Warfare III presenta un gameplay simile al suo predecessore e agli altri giochi della serie Call of Duty. La campagna single player del gioco presenta una miscela di missioni lineari e missioni open-world note come "Open Combat Missions". In queste missioni, i giocatori hanno una maggiore libertà di scegliere come affrontare gli obiettivi designati, scegliendo tra combattimenti aperti, tattiche stealth e imboscate. I giocatori hanno accesso a una mappa dell'area sullo schermo, inclusa una mappa tattica che illustra gli obiettivi e l'equipaggiamento usuale, con cache di armi, equipaggiamento e attrezzature specializzate a portata di mano. I nemici reagiscono di conseguenza durante tali missioni, cercando i giocatori se li perdono di vista e chiamando rinforzi man mano che diminuiscono durante i combattimenti.
Nel multiplayer, tutte le sedici mappe di Call of Duty: Modern Warfare 2 (2009) sono disponibili per giocare, con la possibilità aggiunta di votare per le mappe mentre si è in lobby di matchmaking (cosa assente in alcuni titoli recenti), e un aumento della salute del giocatore per un "time-to-kill" più lungo (TTK). La minimappa "red dot" che era assente in Modern Warfare (2019) e Modern Warfare II ritorna anche, consentendo ai giocatori di vedere i nemici sul loro radar quando sparano un'arma senza silenziatore. Inoltre, i giocatori sono anche in grado di annullare le animazioni di scivolamento (ovvero "slide cancel"). Modalità di gioco classiche come "Kill Confirmed" e "Hardpoint" ritornano insieme a una nuova modalità di gioco chiamata "Cutthroat", dove tre squadre di tre giocatori si sfidano. I giocatori possono anche partecipare alla modalità "Ground War" 32v32 con una selezione di mappe dedicate, così come la modalità "War", ritornata da Call of Duty: WWII del 2017. Il gioco presenta una moderazione alimentata dall'intelligenza artificiale, che ascolta le interazioni in-game e segnala immediatamente eventuali comportamenti eccessivamente tossici. Sono stati confermati almeno dodici nuove mappe multiplayer 6v6 da pubblicare post-lancio, mentre le mappe preferite dai fan di Modern Warfare II saranno aggiunte ogni stagione.
È inclusa nel gioco anche una modalità Zombies open world player versus environment (PvE), sviluppata da Treyarch in collaborazione con Sledgehammer Games. La modalità di gioco è strutturata in modo simile alla modalità DMZ in Call of Duty: Warzone 2.0, piuttosto che all'esperienza di sopravvivenza a base di round delle vecchie modalità Zombies. Fino a 24 giocatori giocano insieme come squadre separate in una mappa di grandi dimensioni, che viene utilizzata anche come nuova mappa battle royale per Warzone 2.0. Ogni squadra può affrontare zombi, così come nemici umani controllati dall'IA, per completare obiettivi sulla mappa, nonché raccogliere bottino e venderlo alle stazioni di acquisto, o estrarlo tramite esfiltrazione. Al posto dei round, la mappa è divisa in "zone", con livelli di minaccia variabili che indicano la difficoltà. Dopo 45 minuti di tempo di gioco in-match, inizia una "Tempesta di Etere" che si espande e copre la mappa, lasciando ai giocatori 15 minuti per estrarre il loro bottino. Tornano meccaniche di base delle precedenti modalità Zombies, come gli acquisti di armi sul muro, le bevande Perk-a-Cola e la Mystery Box. I giocatori possono anche estrarre "acquisizioni", che sono oggetti che possono essere conservati o portati nelle partite successive per l'uso, o "schemi", che consentono loro di creare tali oggetti, con un limite di cooldown. Le missioni di storia sono anche presenti nella modalità, che fanno progredire ulteriormente la narrazione.

## Sviluppo
Modern Warfare III è stato sviluppato da Sledgehammer Games ed è il quinto titolo principale della serie Call of Duty su cui lo studio ha lavorato, dopo aver co-creato Modern Warfare 3 del 2011 con Infinity Ward e aver sviluppato Advanced Warfare del 2014, WWII del 2017 e Vanguard del 2021.
Dopo aver completato lo sviluppo di Vanguard, Sledgehammer Games ha iniziato a lavorare su un seguito di Advanced Warfare, ma Activision ha scelto di mettere da parte il progetto prima che potesse entrare in produzione; invece, Activision ha assegnato allo studio la creazione di un pacchetto di espansione per il prossimo Modern Warfare II (2022). Secondo Jason Schreier di Bloomberg, l'espansione era originariamente pensata per includere una nuova campagna single-player su scala ridotta, ambientata in Messico, insieme a nuovi contenuti per la componente multiplayer di Modern Warfare II.
Tuttavia, nell'estate del 2022, Activision ha deciso di riavviare completamente il progetto, affidando a Sledgehammer Games la creazione di un sequel diretto e completo di Modern Warfare II che avrebbe presentato una versione riavviata dell'antagonista originale della trilogia di Modern Warfare, Vladimir Makarov. Questa decisione ha lasciato ai developer dello studio circa sedici mesi per sviluppare Modern Warfare III, un periodo di tempo simile a quello affrontato nello sviluppo di Vanguard. Treyarch, lo sviluppatore principale della sottoserie Black Ops, è stato anche incaricato di creare una modalità Zombies per Modern Warfare III, rendendolo il primo titolo di Modern Warfare a presentare una modalità Zombies.
In un altro rapporto di Schreier, alcuni sviluppatori di Sledgehammer Games hanno affermato di non essere stati inizialmente informati della decisione di trasformare il progetto in un gioco completo, portando a periodi di lavoro intensivo. Inoltre, alcuni sviluppatori erano anche frustrati dagli esecutivi di Infinity Ward, che pare fossero intervenuti numerose volte durante lo sviluppo per apportare cambiamenti significativi (e a volte non graditi) al progetto. Aaron Halon, responsabile dello studio di Sledgehammer Games, ha negato pubblicamente le dichiarazioni di Schreier, affermando che i piani per il gioco sono iniziati "molto prima che completassimo il nostro gioco precedente" e che Modern Warfare III è stato "un lavoro d'amore" che è stato "anni in preparazione".